# Michael Steger
 (juillet 2014).
Si vous disposez d'ouvrages ou d'articles de référence ou si vous connaissez des sites web de qualité traitant du thème abordé ici, merci de compléter l'article en donnant les références utiles à sa vérifiabilité et en les liant à la section « Notes et références ».
Pour les articles homonymes, voir Steger.
Michael Steger, né le 27 mai 1980 à Los Angeles (Californie), est un acteur américain.
Il est notamment connu grâce à son rôle de Navid Shirazi dans la série télévisée 90210 Beverly Hills : Nouvelle Génération et dans le Disney Channel Original Movie Les Cheetah Girls : Un monde unique.

## Carrière
Steger a commencé sa carrière apparaissant dans plusieurs publicités en 1994. En 2005, il joue dans un film de Bollywood 3 filles et le cocon d'or. Il a eu le rôle de Mohamed Esfiri dans la série NCIS en  2005,et il a eu un rôle récurrent dans Vainqueur en 2007.  En 2007, Steger est apparu dans plusieurs productions de Disney Channel. Il a été invité dans un épisode de Hannah Montana. Il a eu un rôle dans le film Les Cheetah Girls : Un monde unique, qui a été publié le 22 août 2008. Il a été également invité dans la série Esprits criminels en 2008.
De 2008 à 2013, Steger a joué le rôle de Navid Shirazi dans la série américaine 90210 sur la chaîne The CW. Il a réalisé et produit un show mettant en vedette sa femme Brandee Tucker.

### Musique
Steger a été découvert par le réalisateur Tim Burton, qui l'a choisi pour jouer dans un vidéoclip du groupe The Killers, Bones. Puis, on l'aperçoit à la télévision dans Buzz.

## Vie privée
À 18 ans, Steger a reçu sa ceinture noire en taekwondo. Il s'est marié en novembre 2008 à la comédienne Brandee Tucker. Le couple a annoncé le 3 janvier 2016 qu'ils allaient être parents pour avril 2016. Le 21 avril 2016, Michael annonce sur Twitter et sur Instagram qu'ils viennent d'accueillir une petite fille nommée Poet Louise Steger.

## Filmographie

### Cinéma

#### Longs métrages
- 2005 : 3 Girls and the Golden Cocoon : Travis
- 2015 : Ana Maria in Novela Land : Tony / Armando
- 2016 : Bleed : Matt
- 2017 : The Babymoon : Juan

#### Courts métrages
- 2007 : Meg : Bob
- 2007 : The Man Under the Tree : Guido

### Télévision

#### Séries télévisées
- 1994 : VR Troopers : Josh
- 2005 : NCIS : Enquêtes spéciales : Sniper
- 2007 : The Winner : Miguel
- 2007 : Hannah Montana : Guillermo Montoya
- 2008 : Cory est dans la place : Juan Carlos
- 2008 : Esprits criminels : Sam
- 2008-2013 : 90210 Beverly Hills : Nouvelle Génération : Navid Shirazi (rôle principal, 114 épisodes)
- 2009 : Colgate Smile power : lui-même
- 2010 : True Blood : Tony
- 2010 : Covert Affairs : Diego Suarez
- 2015 : Not So Union : Ryan Carrillo (7 épisodes)
- 2018 : American Woman : Ted
- 2021 : Tab Time : Professeur Boogie
- 2023 Grey's Anatomy : dad of sick child Season 19, épisode 7

#### Téléfilms
- 2008 : Les Cheetah Girls : Un monde unique : Vikram
- 2009 : Buzz : Jamie
- 2013 : Tempête à Las Vegas : Oren
- 2013 : Détresse en plein ciel : Frederick
- 2015 : L'Homme à tout faire (Fatal Flip) : Jeff
- 2020 : Noël à la carte : Stu
- 2021 : Lettre à la future femme de mon mari : Forrest